# Káto Asítai
Káto Asítai är en ort i Grekland.   Den ligger i prefekturen Nomós Irakleíou och regionen Kreta, i den sydöstra delen av landet, 300 km söder om huvudstaden Aten. Káto Asítai ligger 434 meter över havet och antalet invånare är 1 264.
Terrängen runt Káto Asítai är huvudsakligen kuperad, men åt sydväst är den bergig. Terrängen runt Káto Asítai sluttar österut.Runt Káto Asítai är det ganska glesbefolkat, med 50 invånare per kvadratkilometer. Närmaste större samhälle är Heraklion, 19,1 km nordost om Káto Asítai. Trakten runt Káto Asítai består till största delen av jordbruksmark.